# Inga tocacheana
Inga tocacheana là một loài thực vật có hoa trong họ Đậu. Loài này được D.R.Simpson miêu tả khoa học đầu tiên.